# S/S Alexandra
S/S Alexandra är  Tysklands äldsta koleldade passagerarfartyg. Hon byggdes år 1908 på Janssen & Schmilinskys skeppsvarv i Hamburg och döptes efter prinsessan Alexandra av Schleswig-Holstein-Sonderburg-Glücksburg av prinsessan själv. Alexandra har  en tvåcylindrig ångmaskin på 420 hk och hade i början tillstånd att transportera 589 passagerare.
Fartyget trafikerade rutter i Flensburgfjorden från 1908 till 1934, med avbrott för tjänst i Kejserliga marinen under första världskriget. Från 1934  tjänstgjorde hon som lotsbåt och bogserbåt och 1939 rekvirerades hon som patrullbåt av tyska marinen.
Alexandra var följebåt vid seglingarna i Kiel i samband med de Olympiska sommarspelen 1936 och efter andra världskriget återupptog hon sin trafik  på Flensburgfjorden. Vid de Olympiska sommarspelen 1972 var hon åter följebåt vid seglingarna i Kiel men lades upp tre år senare, den 31 augusti 1975.
År 1980 bildades föreningen Förderverein Salondampfer Alexandra e.V. för att bevara fartyget. De började renovera henne och den 1 oktober 1986 fick de fartyget i gåva. Efter en omfattande renovering seglar S/S Alexandra åter turer i Flesburgfjorden till bland annat Glücksburg och Okseøerne på sommaren och är också värd för Dampf Rundum i Kiel vartannat år.